# Anagallis barbata
Anagallis barbata là một loài thực vật có hoa trong họ Anh thảo. Loài này được (P.Taylor) Kupicha mô tả khoa học đầu tiên năm 1983.